# Cycas shanyaensis
Cycas shanyaensis — вид саговників, ендемік Хайнаню, Китай.

## Поширення
Cycas shanyaensis знайдений на острові Хайнань, Китай. Рослини знайдені в околицях Баолуншань (Баолундон?) поблизу міста Санья.